# دنیله کالگارین
دنیله کالگارین (ایتالیایی: Daniele Callegarin؛ زادهٔ ۲۱ سپتامبر ۱۹۸۲ ‏(۴۲ سال)) دوچرخه‌سوار اهل ایتالیا است.